# Hurt Me (singel)
Hurt Me – singel Johnny’ego Thundersa, promujący album Hurt Me wydany w 1984 przez firmę New Rose Records. Singel zawiera utwory w wersjach akustycznych

## Lista utworów
1. "Hurt Me" (Richard Hell/Johnny Thunders) – 3:13
2. "It's Not Enough" (Johnny Thunders) – 1:27
3. "Like a Rolling Stone" (Bob Dylan) – 1:19

## Skład
- Johnny Thunders – wokal, gitara